# Bai Yang

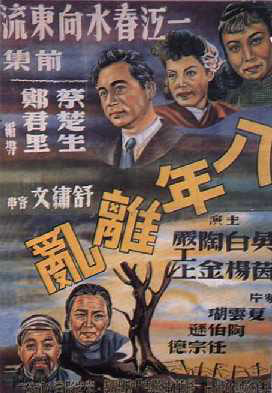
Poster de 一江春水向东流 (1947)

Bai Yang (xinès simplificat: 白 杨) (Pequín 1920 - Shanghai 1996) Actriu de teatre i cinema xinesa. Una de les estrelles més populars del cinema xinès en el període de 1930 a 1950. L'any 1943 el guionista i dramaturg Xia Yan la va definir com una de les "quatre grans actrius" de l'època, conjuntament amb Qin Yi, Shu Xiuwen i Zhang Ruifang. Va ser una de les vint-i-dues estrelles del cinema xinès (actors i actrius) inclosa en la llista que va proposar el Ministeri de Cultura del moment i que d’alguna forma va ser aprovada pel primer ministre Zhou Enlai.

## Biografia
Bai Yang, també coneguda com Yang Chengfang, va néixer el 22 d'abril de 1920 a Pequín (Xina).

#### Primers anys
El seu pare era un intel·lectual que havia creat una universitat privada. La seva germana gran, nascuda el 1914, va ser una escriptora famosa amb el nom de Yang Mo. El 1931 va morir la seva mare i l'empresa del seu pare va fer fallida; va marxar sense deixar cap adreça i la família es va esfondrar. Bai va deixar els estudis a causa de la situació familiar i va entrar en el mon del cinema, en productores com una filial Lianhua a Pequín per fer papers de nena a diverses pel·lícules mudes de directors com Hou Yao. El 1934 va incorporar-se a una companyia teatral on va fer papers en obres de Tian Han i Hong Shen.

#### Carrera cinematogràfica
El 1936 a Shanghai, va entrar a la produc tora Mingxing on va protagonitzar al costat de l'actor Zhao Dan, la pel·lícula Crossroads del director Shen Xiling que va tenir un gran èxit. L'actuació de Bai Yang va ser molt celebrada i en algun cas comparada amb l'actriu sueca Greta Garbo.
Durant la segona guerra sino-japonesa, alguns estudis cinematogràfics de Shanghai van ser destruïts i Bai va marxar a Chongqinq. En aquest període només va actuar en tres films considerats "patriotics" o "anti-japonesos" com "Childres of China" de Shen Xiling, "Youth of China" i "Ten Thousand Miles in the Sky" dirigides per Sun Yu.
Finalitzada la guerra va protagonitzar les seves dues pel·lícules més famoses: La primera "一江春水向东流" (The Spring River Flows East ) dirigida per Zheng Junli i Cai Chuseng que des d'octubre de 1947 fins al gener de 1948, es va projectar a Shanghai durant més de tres mesos. El nombre d'espectadors va arribar als 710.000 a Shanghai i va superar el milió, a tot el país. Alguns crítics l'han comparada amb el film de Victor Fleming "Allò que el vent s'endugué". L'altra film va ser "八千里路雲和月" (Eight Thousand Li of Cloud and Moon) del director Shi Dongshan.
L'any 1956, Bai Yang va protagonitzar el llargmetratge "New Year Sacrifice/s " traduïda també com a "Blessing" " de Sang Hu, adaptació d'una novel·la homònima de Lu Xun, interpretant el paper de l'esposa de Xianglin, i que es va considerar el cim dels seus èxits artístics. El mateix any, va guanyar el Premi Especial al 10è Festival Internacional de Cinema de Karlovy Vary a la República Txeca.
El 1960, va protagonitzar amb l'actriu Lu Guilan la pel·lícula 冬梅 (Dongmei) traduïda com "Winter Plum",interpretant el paper de Li Dongmei, una comissària política comunista, embarassada, contraria al Guomindang, que forma part de la resistència contra els japonesos. El film de marcat caràcter polític ser utilitzat com eina de propaganda pel regim de Mao Zedong en moment històric de l'inici de la fam a la Xina durant els anys del Gran Salt Endavant. Durant aquests anys Bai també va ocupar càrrecs administratius i polítics, com la vicepresidència de l'Associació de cineastes o un lloc a l'Assemblea Popular Nacional de la Xina.
Durant la Revolució Cultural va ser perseguida i empresonada. El 1970 va ser rehabilitada i el 1989 va tornar al cinema fent el paper de Soong Ching-ling en una sèrie de televisió.
Va morir a Shanghai el 18 de setembre de 1996 a l'edat de 76 anys.

## Filmografia destacada
| Any  | Títol xinès    | Títol anglès                                           | Director                  |
| ---- | -------------- | ------------------------------------------------------ | ------------------------- |
| 1937 | 十字街頭       | Crossroads                                             | Shen Xiling               |
| 1937 | 社会之花       | Flower of Society                                      | Zhang Shichuan            |
| 1947 | 乘龍快婿       | Never Lonesome                                         | Zhang Junxiang            |
| 1947 | 还乡日记       | Diary About Returning To The Native/Diary a Homecoming | Zhang Junxiang            |
| 1947 | 八千里路雲和月 | Eight Thousand Li of Cloud and Moon                    | Shi Dongshan              |
| 1947 | 一江春水向东流 | The Spring River Flows East                            | Zheng Junli i Cai Chuseng |
| 1956 | 为了和平       | For Peace                                              | Huang Zuolin              |
| 1956 | 祝福           | New Year Sacrifice                                     | Sang Hu                   |
| 1959 | 春满人间       | Spring Reigns Everywhere                               | Sang Hu                   |
| 1960 | 冬梅           | Winter Plum                                            | Wang Yan                  |